# Lukácsháza megállóhely
Lukácsháza megállóhely egy Vas vármegyei vasúti megállóhely Lukácsháza településen, a GYSEV üzemeltetésében. Kiscsömöte településrész keleti szélén helyezkedik el, közvetlenül a 8641-es út vasúti keresztezése mellett, attól északra.

## Vasútvonalak
A megállóhelyet az alábbi vasútvonalak érintik:
- Szombathely–Kőszeg-vasútvonal

## Kapcsolódó állomások
A megállóhelyhez az alábbi állomások vannak a legközelebb:
- Lukácsháza alsó megállóhely (Szombathely–Kőszeg-vasútvonal)
- Kőszegfalva megállóhely (Szombathely–Kőszeg-vasútvonal)

## Forgalom
| Járat        | Útvonal | Gyakoriság   |
| ------------ | --- | ------------ |
| személyvonat | Szombathely – Kámon – Gencsapáti alsó – Gencsapáti felső – Gyöngyösfalu – Lukácsháza alsó – Lukácsháza – Kőszegfalva – Kőszeg | 1-2 óránként |